# Калніште
Калніште (словац. Kalnište) — село в Словаччині, Свидницькому окрузі Пряшівського краю. Розташоване в північно-східній частині Словаччини в південній частині Низьких Бескидів в долині ріки Топля.
Уперше згадується у 1363 році.
У селі є римо-католицький костел Діви Марії Розарієвої з 1936 року.

## Населення
| Рік:            | 1994. | 2004.   | 2014.   | 2024.   |
| --------------- | ----- | ------- | ------- | ------- |
| Кількість осіб: | 521   | 558     | 549     | 503     |
| Різниця:        |       | +7,10 % | -1,61 % | -8,37 % |

| Рік:            | 2023. | 2024.   |
| --------------- | ----- | ------- |
| Кількість осіб: | 513   | 503     |
| Різниця:        |       | -1,94 % |

В селі проживає 553 осіб.
Національний склад населення (за даними останнього перепису населення — 2001 року):
- словаки — 99,22%
- чехи — 0,39%
- українці — 0,19%

Склад населення за приналежністю до релігії станом на 2001 рік:
- римо-католики — 74,22%,
- протестанти — 20,74%,
- греко-католики — 0,58%,
- не вважають себе віруючими або не належать до жодної вищезгаданої церкви- 1,16%